# Memecylon pergamentaceum
Memecylon pergamentaceum är en tvåhjärtbladig växtart som beskrevs av Célestin Alfred Cogniaux. Memecylon pergamentaceum ingår i släktet Memecylon och familjen Melastomataceae. Inga underarter finns listade i Catalogue of Life.